# 飛田給駅
飛田給駅（とびたきゅうえき）は、東京都調布市飛田給一丁目にある、京王電鉄京王線の駅。京王中央管区所属。駅番号はKO20。副駅名は味の素スタジアム前（あじのもとスタジアムまえ）で、同スタジアムの最寄駅。

## 歴史

### 年表
- 1916年（大正5年）9月1日：京王電気軌道（現・京王電鉄）の駅として開設[4]。
- 1944年（昭和19年）5月31日：東急電鉄（大東急）が京王電気軌道を吸収合併[5]、同社京王線の駅となる。
- 1948年（昭和23年）6月1日：東急から京王帝都電鉄が分離、同社の駅となる[6]。
- 2001年（平成13年）
  - 3月5日：同年3月10日に東京スタジアムが開業するのに伴い、ホーム2面3線化を含めた改良工事完成[1]。
  - 3月7日：橋上駅舎使用開始[7]。
  - 3月8日：副駅名「東京スタジアム前」を設定[7][1][注 1]。
  - 10月1日：駅舎がグッドデザイン賞受賞[8]。
- 2013年（平成25年）2月22日：快速の停車駅となる[9]。
- 2018年（平成30年）9月29日：列車接近メロディをFC東京応援歌である「You'll Never Walk Alone」と「東京ブギウギ」に変更[10]。
- 2019年（平成31年・令和元年）
  - 3月17日：2番線ホームドア使用開始[11]。
  - 8月24日：3番線ホームドア使用開始[12][13]。
- 2020年（令和2年）5月24日：1番線ホームドア使用開始[12][14]。

### 駅名の由来
駅所在地に因む。荘園制時代、この地は「飛田某（）」という荘園領主より給された「給田地」であり、「飛田給」と名付けられた。
また別の伝承では、武蔵国悲田院給田地であることから、悲田給（）という地名となり、それが転じて飛田給となり、さらに読み方が現在の「とびたきゅう」となったという説がある。

## 駅構造
単式・島式ホーム2面3線を有する地上駅。橋上駅舎を備える。改札口から地上への出口は線路の南北に各1か所あり、駅舎内に自由通路が設置されている。橋上駅舎化の際、観客輸送に対応するため上下線のホームが従来の最大4.8mから上り線7.0m、下り線8.9mと拡幅された。
上りホーム（2・3番線）は島式であり、2003年（平成15年）12月1日のダイヤ改定から、平日朝ラッシュ時に待避線（3番線）を利用して急行・通勤快速の通過待避が行われるようになった。
2006年（平成18年）9月1日のダイヤ改定からは土曜・休日の午後から夕方までの時間帯にも特急・準特急・急行の通過待避が行われるようになった。このダイヤ改定は土曜・休日の午後から夕方までの時間帯に多摩動物公園から新宿まで運転する急行（定期列車3本）と東京競馬開催日に運行される府中競馬正門前から新宿までの急行（臨時列車5本）が設定されたことに関係するもので、臨時列車が運転されない場合は特急・準特急のみの通過待避となり、後述のように特急・準特急・急行が当駅に臨時停車する場合は、当駅で特急・準特急・急行と各駅停車の緩急接続が行われている。
2012年（平成24年）8月19日 - 2013年（平成25年）2月21日までは、調布駅付近の地下化工事完了に伴い、相模原線内折返し各停をつつじヶ丘駅まで回送させる影響で早朝深夜を除くほぼ終日で通過待避が行われていた。このため、2番線から発車する列車がない時間帯には発車標に3番線から発車する旨が表示されていた。
2013年（平成25年）2月22日ダイヤ改定で相模原線折返し運用が大幅に減り、当駅で待避する列車が大幅に削減されている。但し、平日ダイヤ朝ラッシュ時と休日ダイヤの夕方に一部の列車で通過待避が引き続き行われている。
トイレは2F改札口内と北口1Fの駅舎外側にあり、いずれもユニバーサルデザインの一環として「だれでもトイレ」を併設している。
同駅のコンコースにはサッカーボールのモニュメントが吊るしてある。
京王電鉄は、最寄りのスポーツ施設が会場となるラグビーワールドカップ2019や2020年東京オリンピックに備えて、ホームドア設置やエレベーター増設、トイレ刷新など駅をリニューアルする計画を発表した。その後、2019年（令和元年）3月より2番線、8月より3番線、2020年（令和2年）5月より1番線ホームドアが使用開始した。
橋上駅舎建設前は相対式ホーム2面2線を有する形態で、駅舎は線路北側に立地し各ホーム間は地下道により連絡していた。
2018年（平成30年）9月29日より、FC東京のホームスタジアムである味の素スタジアムの最寄駅であることや、クラブ創設20周年を記念して、FC東京応援歌に因んだ接近メロディを使用開始した。下り（1番線）は、得点時に歌われる「東京ブギウギ」、上り（2・3番線）は試合開始前に歌われる「You'll Never Walk Alone」が使用されている。

### のりば
| 番線 | 路線   | 方向 | 行先                                      |
| ---- | ------ | ---- | ----------------------------------------- |
| 1    | 京王線 | 下り | 京王八王子・高尾山口・多摩動物公園方面    |
| 2・3 | 京王線 | 上り | 調布・明大前・笹塚・新宿・ 都営新宿線方面 |

- 上り線は2番線が主本線、3番線が待避線となっている。また、新宿方・京王八王子方双方に上下線間の渡り線を備え、双方向への折返しの他、2番線を利用した下り列車待避が配線上可能となっている。

| 運転番線 | 営業番線 | ホーム | 新宿方面着発 | 京王八王子・高尾山口方面着発 | 備考       |
| -------- | -------- | ------ | ------------ | ---------------------------- | ---------- |
| 1        | 1        | 10両分 | 到着可       | 出発可                       | 下り本線   |
| 2        | 2        | 10両分 | 到着・出発可 | 到着・出発可                 | 上り主本線 |
| 3        | 3        | 10両分 | 出発可       | 到着可                       | 上り副本線 |

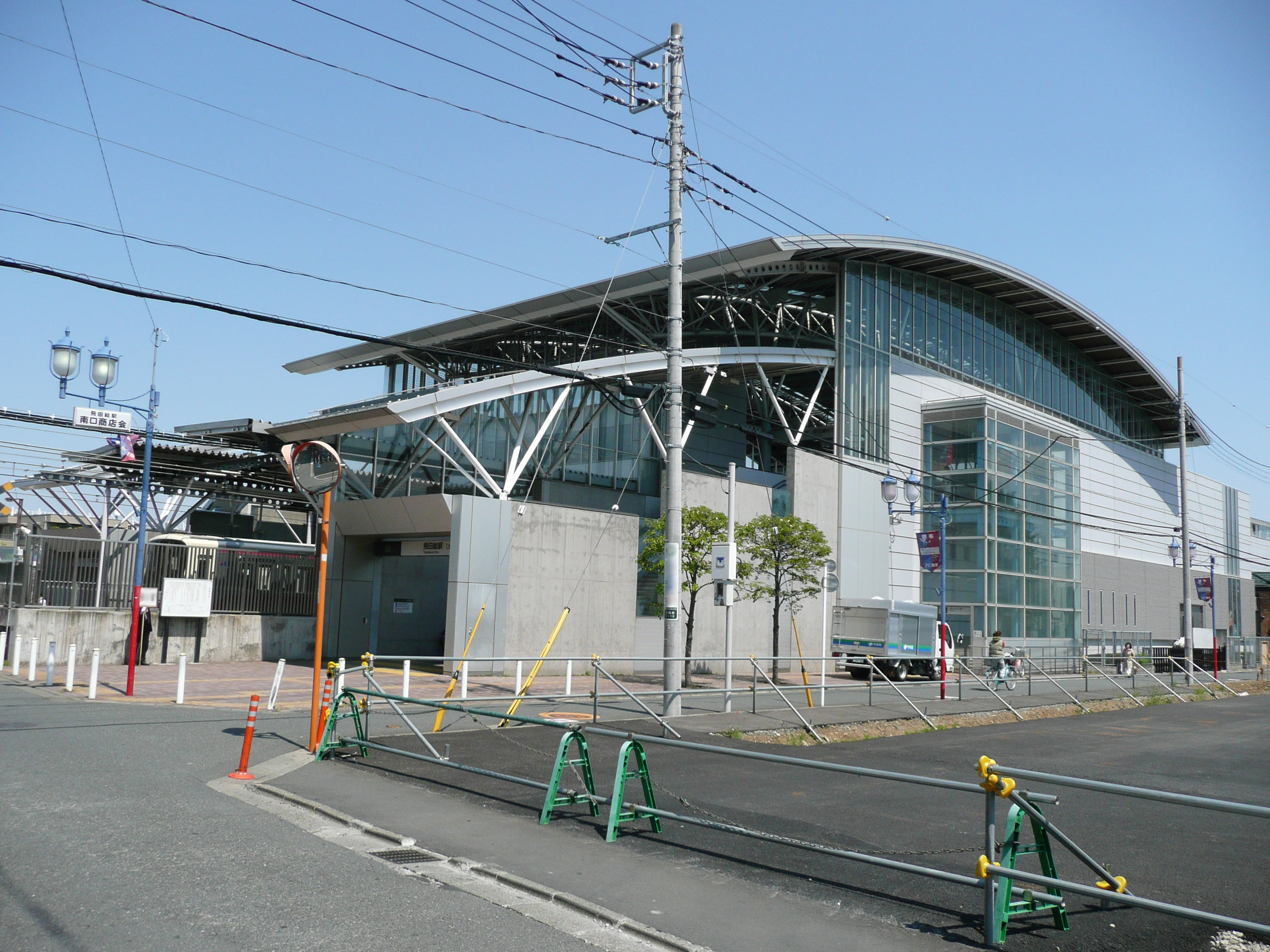
南口（2013年4月）
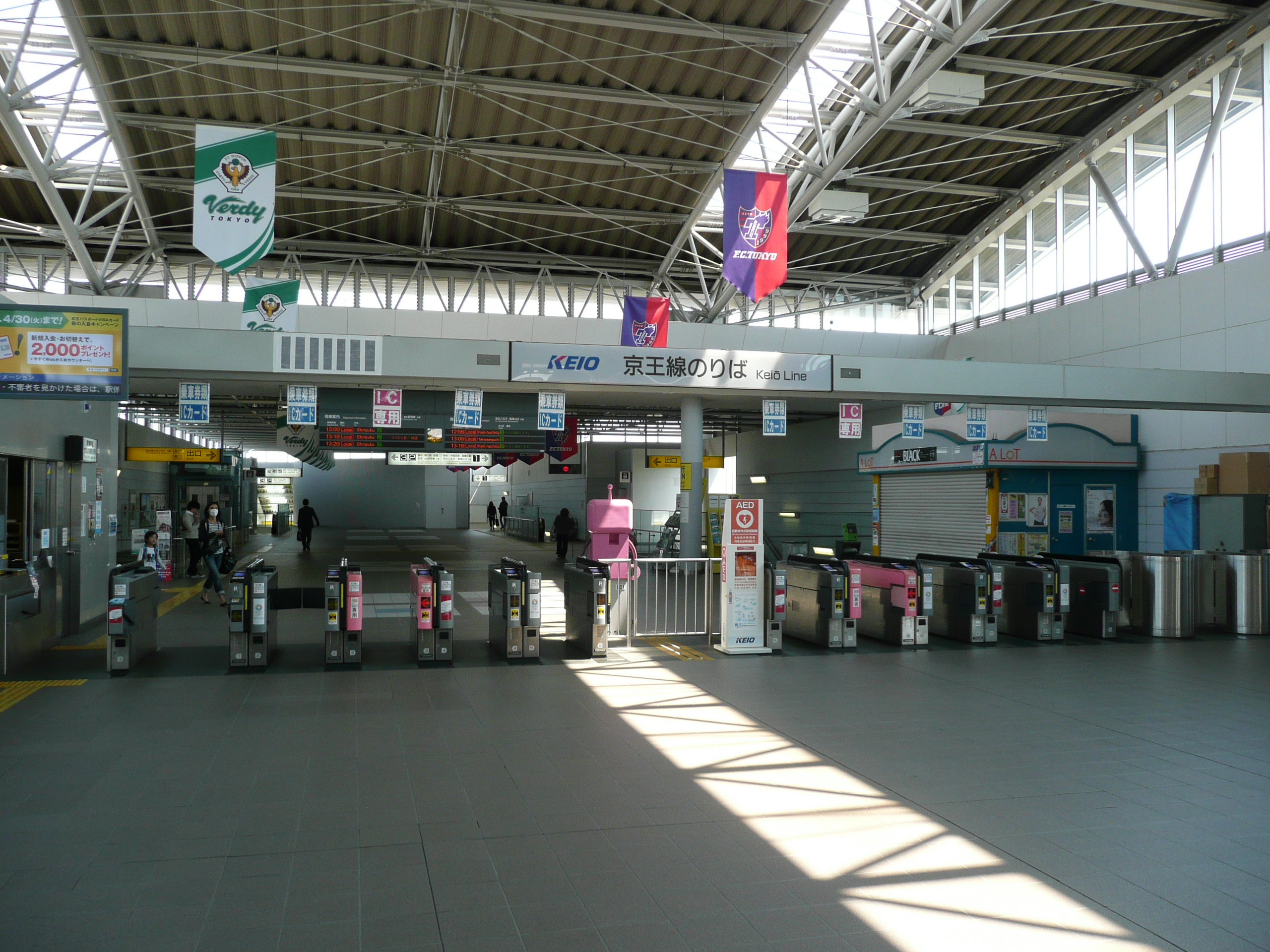
改札口（2013年4月）
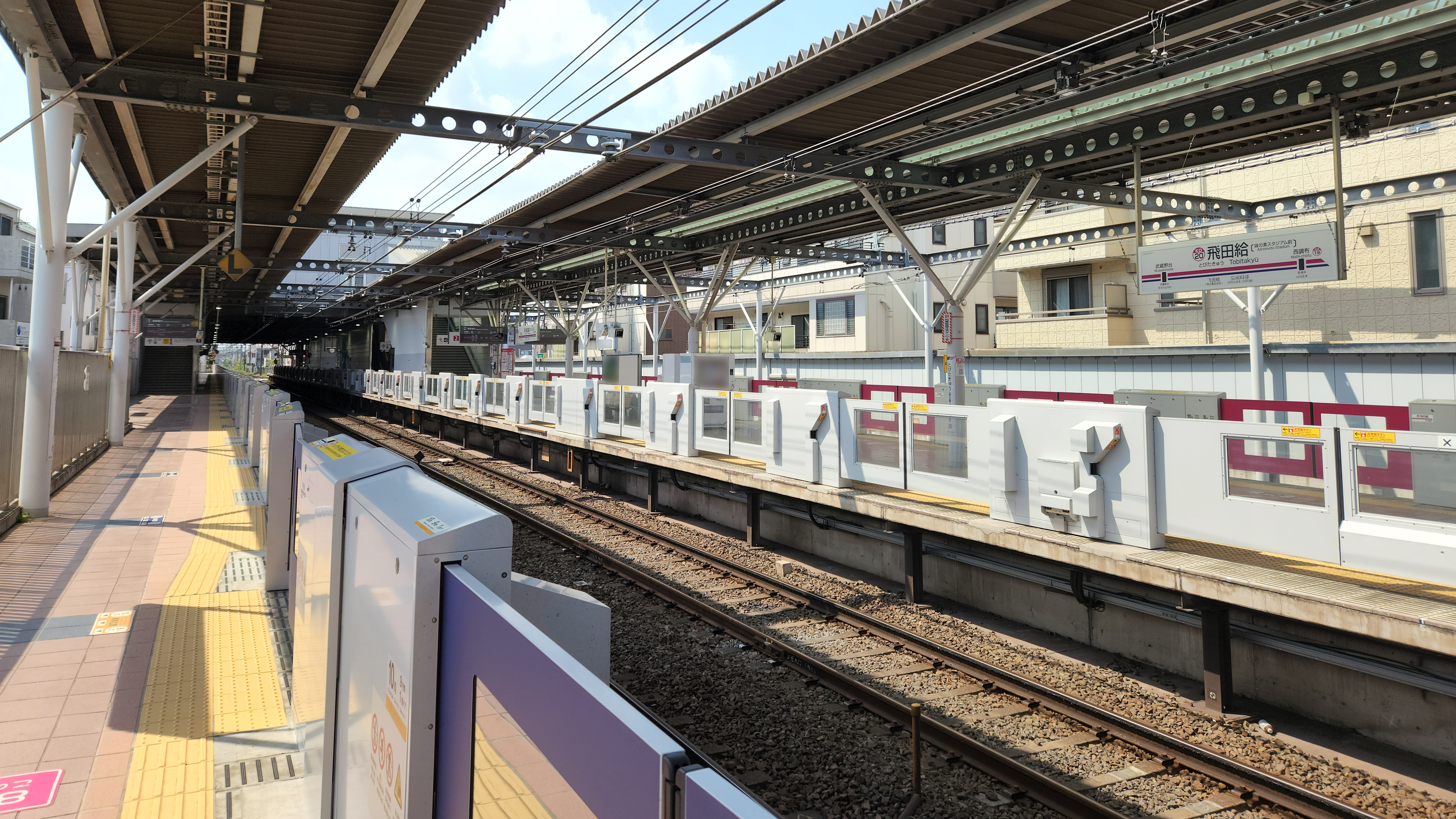
ホーム（2022年5月）
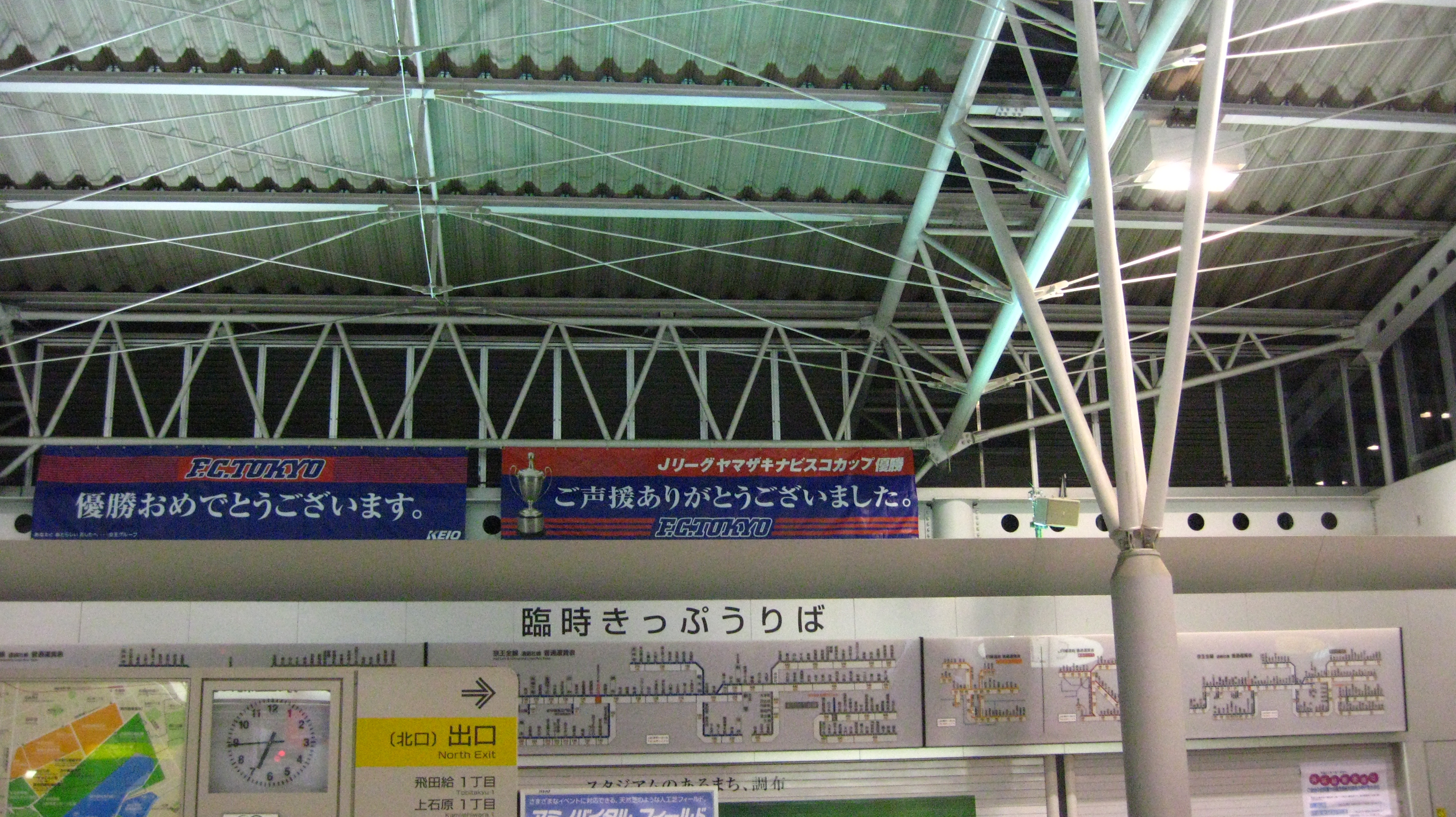
旧臨時きっぷうりば（2009年11月）
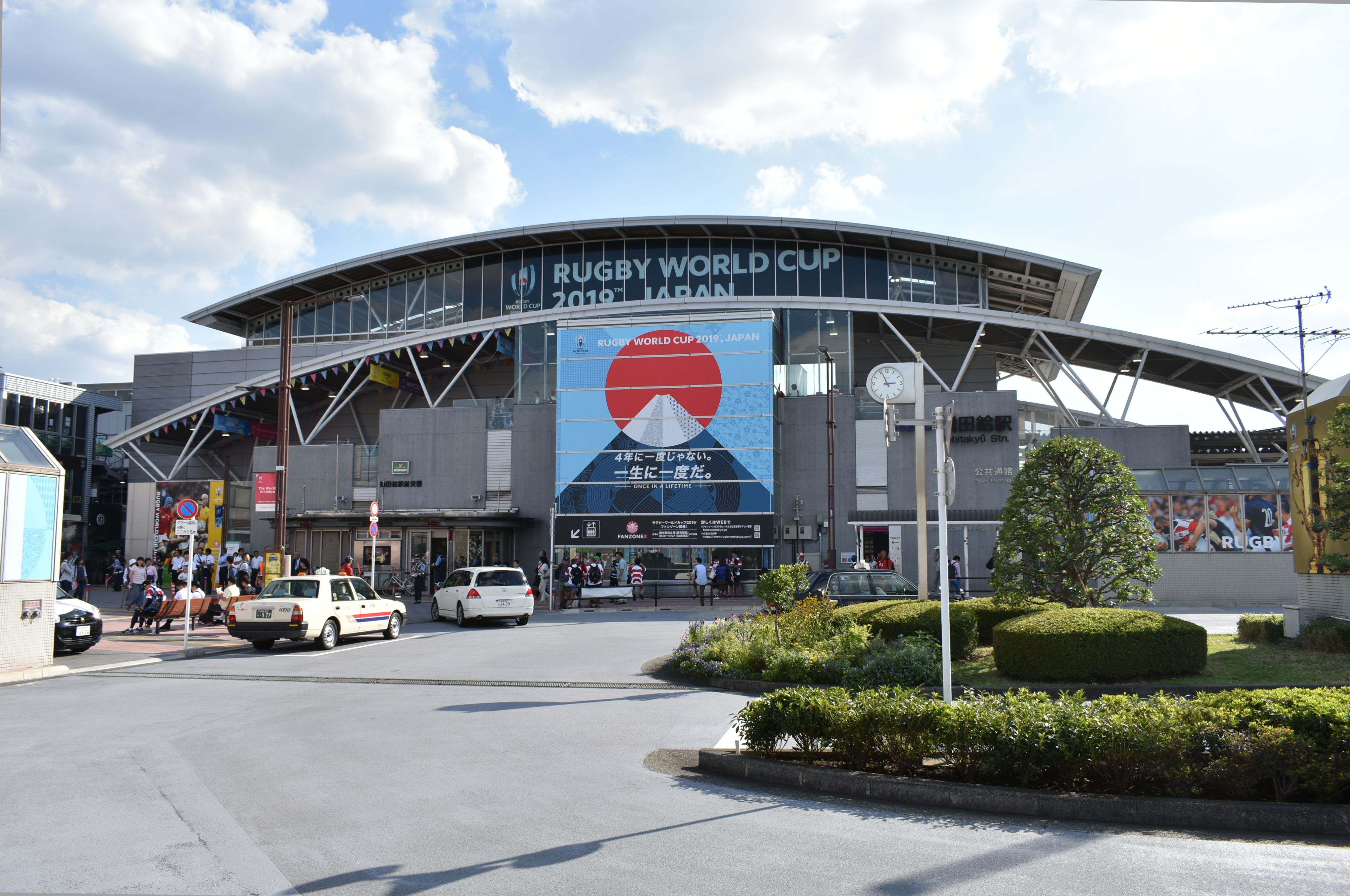
「ラグビーワールドカップ2019」開幕戦当日の外観（2019年9月20日撮影）

## 利用状況
2024年度（令和6年度）の1日平均乗降人員は26,692人である。 
近年の1日平均乗降・乗車人員の推移は以下の通り。
| 年度               | 1日平均 乗降人員 | 1日平均 乗車人員 | 出典     |
| ------------------ | ---------------- | ---------------- | -------- |
| 1955年（昭和30年） | 1,498            |                  |          |
| 1960年（昭和35年） | 2,675            |                  |          |
| 1965年（昭和40年） | 6,275            |                  |          |
| 1970年（昭和45年） | 7,975            |                  |          |
| 1975年（昭和50年） | 9,917            |                  |          |
| 1980年（昭和55年） | 9,387            |                  |          |
| 1985年（昭和60年） | 10,577           |                  |          |
| 1990年（平成02年） | 12,350           | 6,129            | [ * 1 ]  |
| 1991年（平成03年） |                  | 6,301            | [ * 2 ]  |
| 1992年（平成04年） |                  | 6,460            | [ * 3 ]  |
| 1993年（平成05年） |                  | 6,436            | [ * 4 ]  |
| 1994年（平成06年） |                  | 6,274            | [ * 5 ]  |
| 1995年（平成07年） | 12,564           | 6,216            | [ * 6 ]  |
| 1996年（平成08年） |                  | 6,074            | [ * 7 ]  |
| 1997年（平成09年） |                  | 6,049            | [ * 8 ]  |
| 1998年（平成10年） |                  | 6,071            | [ * 9 ]  |
| 1999年（平成11年） |                  | 6,096            | [ * 10 ] |
| 2000年（平成12年） | 13,068           | 6,682            | [ * 11 ] |
| 2001年（平成13年） | 16,590           | 9,058            | [ * 12 ] |
| 2002年（平成14年） |                  | 9,674            | [ * 13 ] |
| 2003年（平成15年） | 18,478           | 10,011           | [ * 14 ] |
| 2004年（平成16年） | 19,091           | 10,301           | [ * 15 ] |
| 2005年（平成17年） | 20,888           | 10,951           | [ * 16 ] |
| 2006年（平成18年） | 21,120           | 10,532           | [ * 17 ] |
| 2007年（平成19年） | 21,573           | 10,656           | [ * 18 ] |
| 2008年（平成20年） | 23,637           | 11,729           | [ * 19 ] |
| 2009年（平成21年） | 23,111           | 11,419           | [ * 20 ] |
| 2010年（平成22年） | 23,467           | 11,575           | [ * 21 ] |
| 2011年（平成23年） | 23,145           | 11,410           | [ * 22 ] |
| 2012年（平成24年） | 23,784           | 11,729           | [ * 23 ] |
| 2013年（平成25年） | 23,476           | 11,603           | [ * 24 ] |
| 2014年（平成26年） | 24,948           | 12,323           | [ * 25 ] |
| 2015年（平成27年） | 24,618           | 12,117           | [ * 26 ] |
| 2016年（平成28年） | 24,364           | 12,022           | [ * 27 ] |
| 2017年（平成29年） | 26,779           | 13,214           | [ * 28 ] |
| 2018年（平成30年） | 29,978           | 14,833           | [ * 29 ] |
| 2019年（令和元年） | 28,284           | 13,926           | [ * 30 ] |
| 2020年（令和02年） | 16,424           | 8,093            | [ * 31 ] |
| 2021年（令和03年） | 18,854           | 9,378            | [ * 32 ] |
| 2022年（令和04年） | 22,229           |                  |          |
| 2023年（令和05年） | 25,467           |                  |          |
| 2024年（令和06年） | 26,692           |                  |          |

## 駅周辺
北口は小さなロータリーになっており、路線バス停留所がある。駅南口の再開発により2017年（平成29年）には南口側にもロータリーが完成し、北口を発着する路線バスの一部が南口を発着するように変更された。
隣の西調布駅との駅間距離は700メートルしかない。味の素スタジアムや武蔵野の森総合スポーツプラザでの試合やイベント開催後は、徒歩で西調布駅へ移動すると、混雑回避に利用可能。ただし、当駅は混雑が予想される日に特急等を臨時停車させているのに対して、西調布駅は終日各停と快速のみの停車であり、利用区間によっては速達性に優れない場合もある。

### 施設・名跡等
北口方面
- 武蔵野の森オリンピック・パラリンピックパーク[20]
  - 東京スタジアム（味の素スタジアム）
  - 武蔵野の森総合スポーツプラザ（京王アリーナTOKYO）
  - 武蔵野の森公園
- 調布飛行場：旅客ターミナルビルからは路程で3キロメートル程度離れている。
- 警察大学校
- 警視庁警察学校
- 東京都立府中特別支援学校
- 東京都立府中朝日特別支援学校
- 榊原記念病院
- 調布飛田給郵便局
- 軽自動車検査協会 東京主管事務所多摩支所
- スーパースポーツゼビオ 調布東京スタジアム前店
- マルエツ 飛田給店

南口方面
- 鹿島建設技術研究所：飛田給2。
- 生長の家本部 練成道場：飛田給2。
- 調布市立飛田給小学校：飛田給3。
- 東京都立府中東高等学校：府中市押立町4。

### バス路線
飛田給駅北口（京王バス）
- 飛01 東京外大東・多磨駅経由 外語大循環 ※朝のみ、平日1日2本、休日1日1本
- 飛02・調33 東京外国語大学前経由 多磨駅行
- 調33 調布駅北口行

飛田給駅南口（調布市ミニバス）
- ミニバス西路線（調43） 京王多摩川駅経由 調布駅南口行

## 隣の駅
京王電鉄
 京王線
■特急・■急行・■区間急行
通過（下記のようにイベント開催時には臨時停車する場合がある）
■快速（下りのみ）・■各駅停車
西調布駅 (KO19) - 飛田給駅 (KO20) - 武蔵野台駅 (KO21)
- 東京スタジアムおよび武蔵野の森スポーツプラザでの試合・イベント開催時には特急・急行が臨時停車するほか、試合・イベント終了時間に合わせて当駅始発の上り臨時列車を運行することがある。
- 座席指定列車の京王ライナーは上記のイベント開催時も原則として臨時停車しないが、過去には一部便が臨時停車した例がある。
  - 東京スタジアムでラグビーワールドカップ2019準々決勝が開催された2019年10月19日・20日の新宿駅17時00分発の1号と18時00分発の3号が当駅に臨時停車した[注 2]。
  - 2023年8月12日に行われたJ1リーグ戦において、FC東京と京王電鉄のコラボレーション企画により、同日の新宿駅16時00分発の1号が当駅に臨時停車した[21]。
  - 2024年8月11日に行われたJ1リーグ戦において、FC東京と京王電鉄のコラボレーション企画により、同日の新宿駅15時00分発の63号が当駅に臨時停車した[22]。
- 東京競馬場で東京優駿（日本ダービー）・天皇賞（秋）・ジャパンカップが開催される日に、府中競馬正門前駅から当駅止まりの臨時急行列車が運行されたことがあり、当駅で各停に接続していた[注 3]。
- イベントなどの開催時には、通常の停車駅との間にある以下の駅に停車することがある。
  - 東京競馬開催時には、一部の特急が東府中駅に停車する（同駅で府中競馬正門前行きに接続）。